# Divizia Națională 1993-1994
Divizia Națională 1993-1994 a fost a treia ediție a Diviziei Naționale de la obținerea independenței. Liga s-a jucat în sistem tur-retur. La această ediție numărul de cluburi participante a fost de 16.

## Mișcarea echipelor în sezonul 1992-1993
La finalul sezonul 1992-1993, în Divizia Națională au promovat: Vilia Briceni și Sinteza Căușeni, iar Universul Ciuciuleni și Tricon Cahul au retrogradat.
Înainte de fluierul de start al sezonului 1992-1993, trei cluburi și-au schimbat denumirile:Constructorul-Agro Chișinău a devenit FC Agro Chișinău, Dinamo Chișinău a devenit Torentul Chișinău, iar CSS Amocom Chișinău a devenit Sportul Chișinău.

## Clasament final
| Locul | Clubul                    | M  | V  | E  | î  | GM | GP | Pct | Note                        |
| ----- | ------------------------- | -- | -- | -- | -- | -- | -- | --- | --------------------------- |
| 1     | FC Zimbru Chișinău        | 30 | 25 | 2  | 3  | 86 | 22 | 52  |                             |
| 2     | CS Tiligul-Tiras Tiraspol | 30 | 23 | 3  | 4  | 94 | 32 | 49  |                             |
| 3     | Codru Călărași            | 30 | 15 | 10 | 5  | 47 | 22 | 40  |                             |
| 4     | FC Nistru Otaci           | 30 | 14 | 10 | 6  | 44 | 21 | 38  |                             |
| 5     | FC Olimpia Bălți          | 30 | 13 | 8  | 9  | 35 | 41 | 34  |                             |
| 6     | Bugeac Comrat             | 30 | 14 | 5  | 11 | 42 | 36 | 33  |                             |
| 7     | Torentul Chișinău         | 30 | 10 | 9  | 11 | 34 | 30 | 29  |                             |
| 8     | Agro-Goliador Chișinău    | 30 | 10 | 6  | 14 | 40 | 53 | 26  |                             |
| 9     | CSS Amocom Chișinău       | 30 | 9  | 8  | 13 | 30 | 40 | 26  |                             |
| 10    | FC Tighina                | 30 | 9  | 8  | 13 | 43 | 55 | 26  |                             |
| 11    | Cristalul Fălești         | 30 | 9  | 8  | 13 | 29 | 40 | 26  |                             |
| 12    | Nistru Cioburciu          | 30 | 8  | 8  | 14 | 36 | 47 | 24  |                             |
| 13    | Vilia Briceni             | 30 | 9  | 5  | 16 | 27 | 52 | 23  |                             |
| 14    | Sinteza Căușeni           | 30 | 7  | 9  | 14 | 22 | 51 | 23  | Retrogradate în Divizia "A" |
| 15    | Moldova Boroșeni          | 30 | 5  | 7  | 18 | 18 | 49 | 17  | Retrogradate în Divizia "A" |
| 16    | Speranța Nisporeni        | 30 | 5  | 4  | 21 | 27 | 63 | 14  | Retrogradate în Divizia "A" |

| Campionii Divizia Natională 1993-1994 |
| ------------------------------------- |
| Zimbru Chișinău Al III-lea Titlu      |

## Biblografie
- Moldova - List of final tables (RSSSF)